# Plémet (comuna delegada)
Plémet (en bretón Plezeved) era una comuna francesa situada en el departamento de Costas de Armor, de la región de Bretaña, que el 1 de enero de 2017 pasó a ser una comuna delegada de la comuna nueva de Plémet con el nombre de Les Moulins al fusionarse con la comuna de La Ferrière.

## Historia
El 31 de marzo de 2016, en reunión del consejo municipal de la comuna nueva de Les Moulins se decide por deliberación y votación del mismo, cambiar el nombre de la comuna nueva por el de Plémet

## Demografía antes de fusión
| Gráfica de evolución demográfica de Plémet entre 1800 y 2013 |
|                                                              |

Los datos demográficos contemplados en este gráfico de la comuna de Plémet se han cogido de 1800 a 1999 de la página francesa EHESS/Cassini, y los demás datos de la página del INSEE.